# Джим Джонс (репер)
Джозеф Гільєрмо Джонс II (англ. Joseph Guillermo Jones II; нар. 15 липня 1976, Гарлем, Мангеттен, Нью-Йорк, США), більш відомий як Джим Джонс (англ. Jim Jones) — американський репер і співзасновник реп-гурту The Diplomats.. Він є співвласником лейбла Diplomat Records, а також директором A&R для Warner Music Group.

## Біографія
Джонс народився в Гарлемі, Нью-Йорк в сім'ї арубської матері та пуерториканця, виховувався переважно своєю бабусею по материнській лінії. Навчався в Католицькій Школі Гарлема. У віці 13 років потоваришував із репером Juelz Santana.

## Кар'єра
З 1998 року, перш ніж вступити в гурт The Diplomats, був на бек-вокалі у репера Cam'ron. Він також зняв кілька відеокліпів The Diplomats і випустив в складі гурту альбом Diplomatic Immunity у 2003 році.
Дебютний альбом Джима On My Way to Church вийшов 24 серпня 2004 року. З альбому вийшло два сингли, які змогли потрапити в чарт Billboard Hot 100. Це сингли "Certified Gangstaz" і "Crunk Muzik". Альбом досяг 3-го рядка у чарті Billboard 200 і продався в кількості 792 000 копій у США.
У 2005 році вийшов другий альбом Джонса Harlem: Diary of a Summer. Він досяг 1-го місця в Billboard 200 і продався в кількості 2 мільйонів копій у США. З альбому вийшло три сингли: "Summer Wit Miami" (#6 у Billboard Hot 100), "Baby Girl" та "What You Been Drankin' On" (.
У 2006 році вийшов його найуспішніший альбом Huster's P.O.M.E. (Product of My Environment). Альбом дебютував на першому місці в чарті Billboard 200 і продався в кількості 3 мільйонів копій у США. Головним синглом альбому стала пісня "We Fly High", яка досягла першого місця в чарті Billboard Hot 100 і продалася в кількості 5 мільйонів копій у США. Таким чином, це одна з найбільш популярних пісень хіп-хоп музики. А відеокліп на цю пісню став одним із найдорожчих відеокліпів.
Джонс підписав контракт із Columbia Records у 2008 році, а у 2009 випускає свій четвертий альбом Pray IV Reign, який в черговий раз дебютував на першому місці в чарті Billboard 200 і продався в кількості півтора мільйона копій. Крім решти трьох синглів, з альбому був випущений хіт "Pop Champagne", який досяг 3 місця в Hot 100.
У 2011 році вийшов п'ятий альбом Джонса Capo. Альбом досяг 2 місця в чарті Billboard 200 і продався в кількості півмільйона копій у США. Шостий альбом, Wasted Talent, вийшов у 2018 році.  
У 2019 році вийшов сьомий альбом під назвою El Capo, в якому взяли участь такі артисти, як Dave East, Рік Росс та інші.

## Дискографія
Студійні альбоми
- On My Way to Church (2004)
- Harlem: Diary of a Summer (2005)
- Hustler's P.O.M.E. (Product of My Environment) (2006)
- Pray IV Reign (2009)
- Capo (2011)
- Wasted Talent (2018)
- El Capo (2019)